# Sphyraena viridensis
Sphyraena viridensis is een straalvinnige vissensoort uit de familie van de barracuda's (Sphyraenidae). De wetenschappelijke naam van de soort is voor het eerst geldig gepubliceerd in 1829 door Cuvier.